# أبوسوم بني رباعي العيون
أبوسوم بني رباعي العيون (الاسم العلمي:Metachirus nudicaudatus)، هو نوع من الأبوسوم يتواجد في أمريكا الجنوبية .